# Strzępotek ruczajnik
Strzępotek ruczajnik (Coenonympha pamphilus) – motyl dzienny, jeden z najpowszechniej występujących w Polsce. Można go spotkać zarówno na polach i ugorach, jak też na polanach śródleśnych i skrajach lasów oraz na wilgotnych łąkach.

## Wygląd
Wierzch skrzydeł: Tło u obu płci jest jasnopomarańczowe do miodowego. U samca przy wierzchołku przedniego skrzydła znajduje się dobrze widoczna ciemna plamka. U samicy na górnym skrzydle przy wierzchołku plamka jest mniej wyraźna. Ponadto brzegi obu par skrzydeł są obwiedzione na brunatno, przy czym u samca to obwódka jest wyraźniejsza.
Spód skrzydeł: Tło skrzydeł przednich takie samo jak wierzchu. U obu płci czarne oczko z białą źrenicą w białej obwódce. Wierzchołek skrzydła przedniego przyprószony na szaro.
Tło skrzydła tylnego szarobrunatne. Czasami występują tam jaśniejsze i ciemniejsze plamki. Dodatkowo przy brzegu górnym może wystąpić kremowa niewyraźna plamka.
Rozpiętość skrzydeł wynosi 30-36 mm.

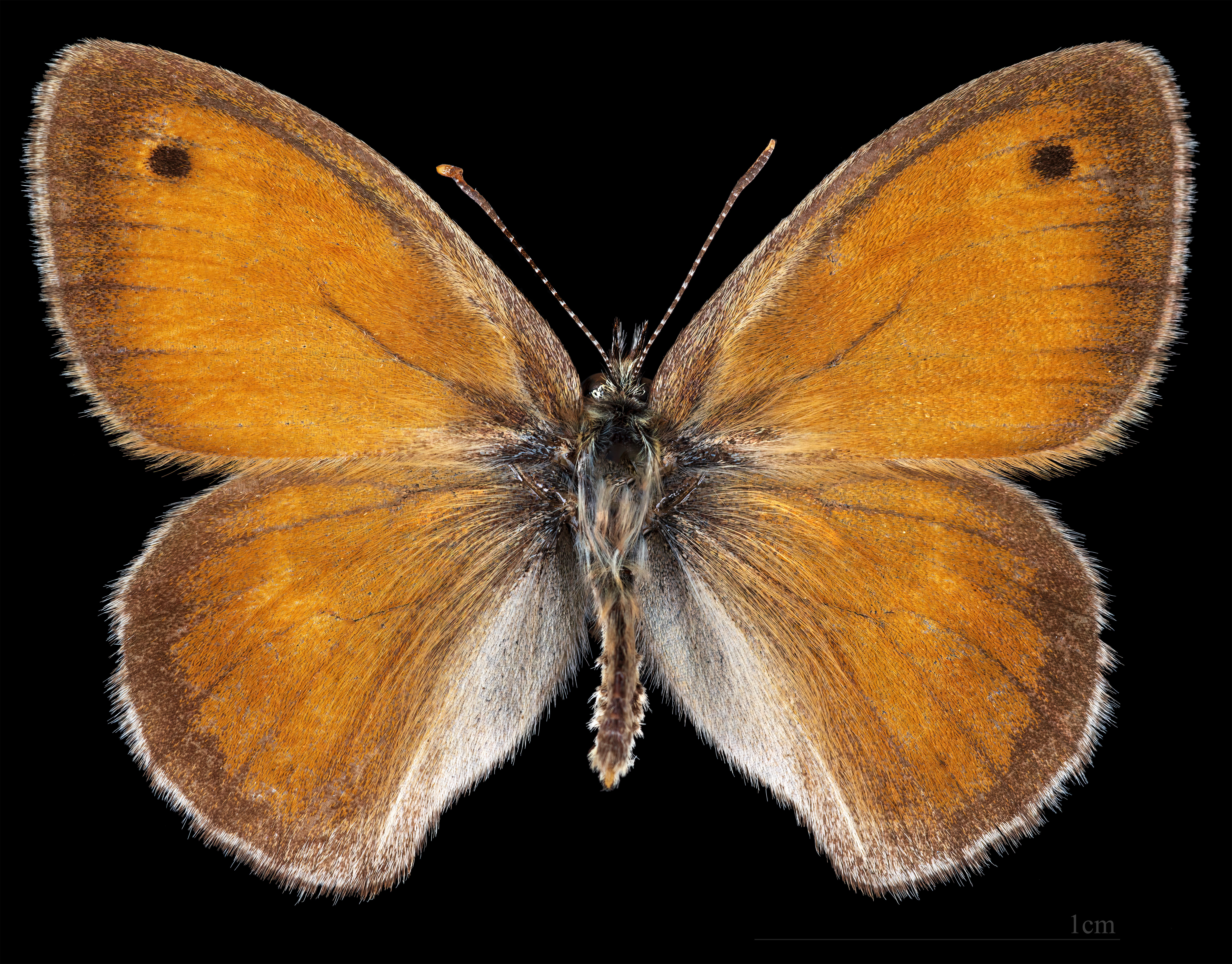
Coenonympha pamphilus ♂
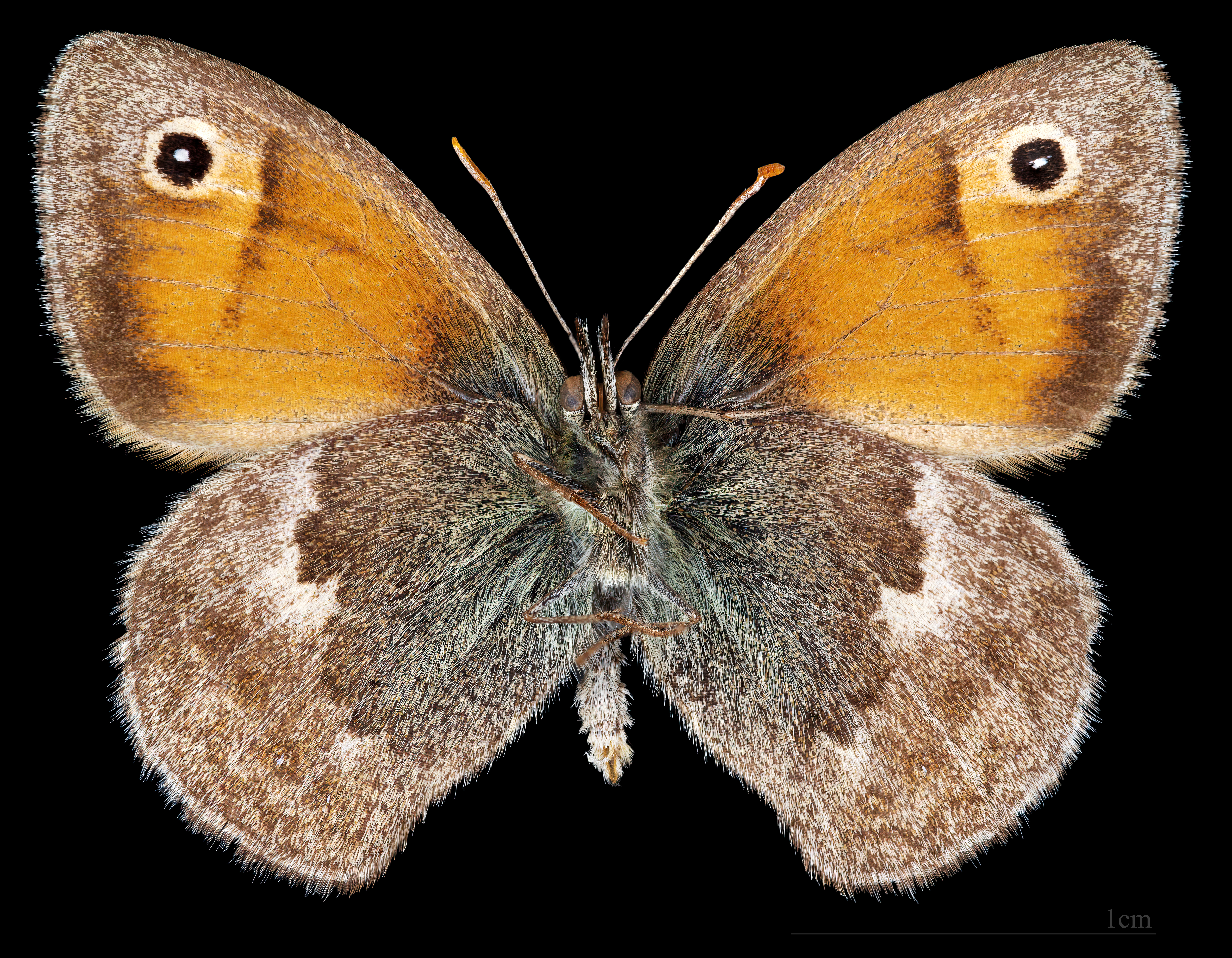
Coenonympha pamphilus ♂ △

## Tryb życia
Motyle dorosłe latają w dzień nisko nad ziemią, zarówno przy ładnej jak i brzydkiej pogodzie. Lot motyla jest powolny i spokojny. Motyl bardzo często odpoczywa, siadając na ziemi lub liściach roślin.

## Rozwój
Gąsienica budzi się ze snu zimowego wiosną, po wyszukaniu rośliny pokarmowej wznawia żerowanie. Żeruje do końca kwietnia, kiedy to udaje się na przepoczwarczenie, które następuje na roślinie żywicielskiej. Poczwarki wiszące barwy zielonej, są grube i beczułkowate. Dorosłe motyle wylęgają się w połowie maja. Samica składa jaja po jednym na źdźbłach traw. Po kilku dniach wylęgają się gąsienice. Są barwy zielonej, pokryte licznymi drobnymi szczecinkami. Ciało jest pokryte niezbyt wyraźnymi ciemniejszymi pręgami. Koniec ciała jest wyciągnięty w widełkowaty wyrostek. Żerują do początku lipca a następnie udają się na przepoczwarczenie. Motyle dorosłe drugiego pokolenia pojawiają się pod koniec lipca i można je spotkać aż do końca września. Samice drugiego pokolenia składają jaja podobnie jak samice pierwszego pokolenia. Gąsienice drugiego pokolenia żerują aż do pierwszych chłodów, przy czym linieją kilkakrotnie a następnie larwy udają się na zimowanie, które następuje w warstwie przyziemnej roślinności lub w ściółce.